# Eutrichota albidosa
Eutrichota albidosa este o specie de muște din genul Eutrichota, familia Anthomyiidae. A fost descrisă pentru prima dată de Huckett în anul 1951. Conform Catalogue of Life specia Eutrichota albidosa nu are subspecii cunoscute.